# Miho Yoshioka
Pour les articles homonymes, voir Yoshioka (homonymie).
Miho Yoshioka (吉岡美帆, Yoshioka Miho), née le 27 août 1990, à Fujisawa, au Japon,est une skipper japonaise. 

## Biographie
Miho Yoshioka participe à la compétition de voile aux Jeux olympiques d'été de 2016 à Rio de Janeiro en compagnie d'Ai Kondo Yoshida dans la discipline du 470. Les deux japonaises se classent 5e.

## Palmarès
| Compétition           | 2014 | 2015 | 2016 | 2017 | 2018 | 2019 |
| --------------------- | ---- | ---- | ---- | ---- | ---- | ---- |
| Championnats du monde | 8e   | -    | 11e  | -    | 1re  |      |